# 北京市石景山区文物保护单位
北京市石景山区文物保护单位是根据《中华人民共和国文物保护法》和《北京市实施办法》的有关规定，北京市石景山区文化委员会提出，经石景山区人民政府同意并公布的区级文物保护单位。
北京市石景山区文物保护单位自1983年8月27日公布第1批名单以来，已公布4批。
- 第一批：1983年8月27日公布。
  - 第一批补：1984年3月9日公布，共1项。
- 第二批：1986年10月9日公布。
- 第三批：1996年9月23日公布。
- 第四批：2001年10月29日公布。
- 第五批：2006年3月29日公布，共3项。
- 第六批：2009年9月25日公布，共2项。
- 第七批：2016年3月28日公布，共3项。[3][4]

## 列表
| 名称               | 编号                     | 分类                       | 所在                              | 时代   | 图片 |
| ------------------ | ------------------------ | -------------------------- | --------------------------------- | ------ | ---- |
| 田义墓             | 1-？                     | 古墓葬                     | 模式口大街80号                    | 明     |      |
| 石景山古井         | 1-？                     | 古建筑                     | 石景山路68号石景山上              | 明     |      |
| 雍正御制碑         | 1-？                     | 石窟寺及石刻               | 石景山路68号首钢制氧厂内          | 清     |      |
| 隆恩寺冰川擦痕     | 1-？                     | 其他                       | 石景山区隆恩寺路66466部队内       | 第四纪 |      |
| 万善桥             | 1-？                     | 古建筑                     | 黑陈路双泉寺村南                  | 明     |      |
| 龙泉寺             | 1-？（1984年3月9日补列） | 古建筑                     | 模式口大街48号西100米             | 明     |      |
| 慈善寺             | ？                       | 古建筑                     | 潭峪路天泰山                      | 明     |      |
| 八大处冰川漂砾     | 2-？                     | 其他                       | 八大处路3号香界寺南30米           | 第四纪 |      |
| 显应寺（皇姑寺）   | 2-？                     | 古建筑                     | 西黄村路西黄村                    | 明     |      |
| 石景山古建群元君庙 | 2-？                     | 古建筑                     | 石景山路68号石景山上              | 明、清 |      |
| 贤良寺塔院         | 3-？                     | 古建筑                     | 八大处路长安寺南侧200米           | 民国   |      |
| 福田公墓           | 3-？                     | 近现代重要史迹及代表性建筑 | 福田公墓路                        | 民国   |      |
| 双泉寺             | 3-？                     | 古建筑                     | 黑陈路双泉寺村                    | 金     |      |
| 崇兴庵             | 4-？                     | 古建筑                     | 鲁谷路远洋山水小区内              | 明     |      |
| 礼王府             | 4-？                     | 古建筑                     | 金顶山路33号                      | 清     |      |
| 翠云庵             | 5-？                     | 古建筑                     | 石门路高井村100号                 | 明     |      |
| 崇国寺塔           | 5-？                     | 古建筑                     | 上庄大街东八宝山地铁北200米       | 元     |      |
| 四柏一孔桥         | 5-？                     | 古建筑                     | 模式口大街中段路北300米           | 明     |      |
| 瑞王坟碑亭         | 6-？                     | 古建筑                     | 苹果园街道西山枫林14号楼东南200米 | 清     |      |
| 兴隆寺             | 6-？                     | 古建筑                     | 五里坨街道石门路小青山            | 清     |      |
| 龙王庙             | 7-1                      | 古建筑                     | 五里坨上石府村                    | 清     |      |
| 模式口76号院       | 7-2                      | 古建筑                     | 模式口大街76号                    | 民国   |      |
| 五里坨民居         | 7-3                      | 古建筑                     | 五里坨地区                        | 民国   |      |